# 放送通信委員会
放送通信委員会（ほうそうつうしんいいんかい、朝: 대한민국 방송통신위원회、英: Korea Communications Commission、略称：放通委）とは、アメリカ合衆国の 連邦通信委員会（FCC）をモデルにして、2008年2月29日「放送通信委員会の設置及び運営に関する法律」に基づき設立された大韓民国大統領直属機関である。放送・通信、周波数研究及び管理と関連した各種政策を樹立し、審議・議決する。別途に放送通信審議委員会を設置する。所属機関に電波研究所、中央電波管理所を置く。
尹錫悦政権の2023年以降、与野党対立により常任委員の長期不在、野党による弾劾で委員長の短期間での辞任等正常な運営がなされていない。2025年1月23日に、憲法裁判所による弾劾訴追棄却判決により上記問題は解消された。

## 概要
- 設立日：2008年2月29日
- 所在地：ソウル特別市鍾路区世宗路20（世宗路100番地）

## 沿革
- 2008年2月29日：放送通信委員会の設置及び運営に関する法律により設立（放送委員会と情報通信部の一部機能を統合）

## 組織

### 委員会
委員会は委員長1人・副委員長1人を含めた5人の常任委員で構成される。委員の任期は3年である。
委員長
大統領が指名し、国会の人事聴聞を経て任命。代弁人と監査担当官が補佐。
委員（副委員長1人、常任委員3人）
1人は大統領の指名、残り3人のうち1人は大統領が所属またはかつて所属していた政党の交渉団体の推薦、あとの2人はその他の政党の交渉団体の推薦による。副委員長は委員の中から互選する。

### 下部組織
- 運営支援課
- 企画調整室
  - 政策企画官（室長を補佐）
  - 国際協力官（室長を補佐）
  - 企画財政担当官
  - 政策管理担当官
  - 規制改革法務担当官
  - 国際協力担当官
  - 国際機構担当官
  - 非常計画担当官
  - 議案調整チーム
- 放送通信融合政策室
  - 融合政策官（室長を補佐）
  - 電波企画官（室長を補佐）
  - 放送振興企画官（室長を補佐）
  - 政策総括課
  - 融合政策課
  - 放送通信振興政策課
  - 放送通信グリーン技術チーム
  - 電波政策企画課
  - 電波放送管理課
  - 周波数政策課
  - 放送振興企画課
  - デジタル放送政策課
  - 放送広告政策課
  - 編成評価政策課
- 放送政策局
  - 放送政策企画課
  - 地上波放送政策課
  - ニューメディア政策課
  - 放送チャンネル政策課
- 通信政策局
  - 通信政策企画課
  - 通信競争政策課
  - 通信利用制度課
  - 通信資源政策課
- 利用者保護局
  - 調査企画総括課
  - 通信市場調査課
  - 放送市場調査課
  - 利用者保護課
  - 視聴者権益増進課
- ネットワーク政策局
  - ネットワーク企画課
  - 個人情報保護倫理課
  - インターネット政策課
  - 知能通信網チーム
  - ネットワーク情報保護チーム

### 所属機関
- 国立電波研究院
  - 利川分所
  - 宇宙電波センター
- 中央電波管理所
  - 衛星電波監視センター
  - 電波管理所（ソウル、釜山、光州、大田、大邱、江陵、全州、済州、清州、蔚山）

## 歴代委員長及び委員

### 歴代委員長
| 代       | 氏名     | 氏名         | 在任期間       | 在任期間       | 政権       |
| 代       | 漢字表記 | ハングル表記 | 着任           | 退任           | 政権       |
| -------- | -------- | ------------ | -------------- | -------------- | ---------- |
| 1        | 崔時仲   | 최시중       | 2008年3月26日  | 2011年3月27日  | 李明博政権 |
| 2        | 崔時仲   | 최시중       | 2011年3月28日  | 2012年2月22日  | 李明博政権 |
| 職務代行 | 洪性奎   | 홍성규       | 2012年2月22日  | 2012年3月9日   | 李明博政権 |
| 3        | 李啓徹   | 이계철       | 2012年3月9日   | 2013年2月25日  | 李明博政権 |
| 職務代行 | 金忠植   | 김충식       | 2013年2月25日  | 2013年4月17日  | 朴槿恵政権 |
| 4        | 李敬在   | 이경재       | 2013年4月17日  | 2014年3月25日  | 朴槿恵政権 |
| 5        | 崔成俊   | 최성준       | 2014年4月8日   | 2017年4月7日   | 朴槿恵政権 |
| 職務代行 | 高三錫   | 고삼석       | 2017年4月8日   | 2017年6月8日   | 朴槿恵政権 |
| 6        | 李孝成   | 이효성       | 2017年7月31日  | 2019年7月22日  | 文在寅政権 |
| 7        | 韓相赫   | 한상혁       | 2019年9月9日   | 2020年7月31日  | 文在寅政権 |
| 8        | 韓相赫   | 한상혁       | 2020年8月3日   | 2023年5月30日  | 文在寅政権 |
| 職務代行 | 金孝在   | 김효재       | 2023年5月31日  | 2023年8月23日  | 尹錫悦政権 |
| 9        | 李東官   | 이동관       | 2023年8月25日  | 2023年12月1日  | 尹錫悦政権 |
| 職務代行 | 李相仁   | 이상인       | 2023年12月1日  | 2023年12月28日 | 尹錫悦政権 |
| 10       | 金洪一   | 김홍일       | 2023年12月29日 | 2024年7月2日   | 尹錫悦政権 |
| 職務代行 | 李相仁   | 이상인       | 2024年7月2日   | 2024年7月31日  | 尹錫悦政権 |
| 11       | 李真淑   | 이진숙       | 2024年7月31日  | 2024年8月2日   | 尹錫悦政権 |
| 職務代行 | 金泰圭   | 김태규       | 2024年8月2日   | 2025年1月23日  | 尹錫悦政権 |
| 11       | 李真淑   | 이진숙       | 2025年1月23日  | 現職           | 尹錫悦政権 |

### 常任委員
初代：宋道均（朝: 송도균）（副委員長）、李京子（朝: 이경자）、李秉基（朝: 이병기）、邢泰根（朝: 형태근）

## 主要業務
- 放送・通信、周波数研究及び管理などの関連した政策（技術政策を含む）の樹立、審議・議決。
- 放送事業者・電気通信事業者の認可・許可、登録、取消。
- 放送プログラムの流通上の公正取引秩序確立。
- 放送通信事業者、事業者と利用者間の紛争調停
- 放送通信事業者の禁止行為による措置及び課徴金賦課
- 放送通信に関する研究及び支援
- 視聴者の不満処理及び放送・情報通信利用者の保護
- 放送通信関連基金助成及び管理、国際協力、南北交流
- 委員会予算編成及び執行
- 所管法令及び委員会規則の制定・改定、廃止
- 電気通信設備の提供・共同利用または情報提供に関する協定の認可
- 放送通信サービスの普遍化・高度化など

## 放送通信審議委員会
韓国放送通信委員会は、前身の時代から放送番組の審査（過去は事前検閲）を行っており、審議委員会に於いて適用される審議規定を設けている。
KBSを含む韓国の全放送事業者は、放送開始・終了時の局名告知において字幕またはアナウンスで、「（わが放送局）は放送通信委員会の審議規定を遵守」（○○방송은 방송통신위원회의 심의규정을 준수）することを宣誓するとともに、番組編成・広告放送の責任者名を明示することを義務付けられている。審議規定に反した放送が行われた場合は、ペナルティーの対象となる。以下は、日本でも知られるようになった、主な規定の内容である。
- 番組本編中のCM挿入厳禁。これにより、長時間ワイドショーは、編成上1部・2部制の別番組として、その合間にCMを挟む手法が採られている。（地上波のみ。総合編成局は放送法施行令により、日本同様中間広告が認められている）
- 放送開始・終了時には必ず国歌を流すこと。
  - テレビの場合、開始時はきょうの編成→国歌→局名告知（上記宣誓）、終了時は局名告知（上記宣誓）→国歌の順番をとる局が多い。ラジオは順番が前後するケースがあるものの、国歌は必ず流す。
- 地上波テレビでは、省エネなどを目的として、24時間放送は編成上やむを得ないケースを除いては、原則として行ってはならない。衛星波テレビはこの限りではない。
  - かつては平日昼間の放送も禁じられていた。
  - やむを得ない事情としては、オリンピックやワールドカップなど、海外で行われるスポーツイベントを生中継する際、時差の関係でどうしても深夜にならざるを得ないケースが中心だが、稀に災害・事件報道などで、最新情報を伝える必要があるというケースも含まれる。
  - なおこの規制については順次緩和されているものの、2014年2月の時点で地上波はKBS第1テレビジョンだけが24時間放送を認められている状況である。
- 報道など一部のジャンルを除いては、地上波・衛星波を問わず所謂「レーティング」（年齢による視聴制限）を課すことを義務付けている。該当する番組については編成表や番組開始時に視聴可能な年齢を明示しなければならない。
  - 例えばKBSテレビの場合、「一般（誰でも）」「7歳以上」「12歳以上」「15歳以上」「19歳以上」に分かれている。

審議委員会は、慰安婦の自発的売春や、日本の朝鮮半島統治による恩恵の存在、竹島に対する日本の領有権を主張をしているブログや掲示板などの「親日賞賛サイト」の記述を、強制的に削除したり接続を遮断している。

## 参考資料
- 「放送通信委員会の設置及び運営に関する法律」（法律第8867号）